# Tom Vanhoudt
Tom Vanhoudt, né le 28 juillet 1972 à Diest, est un ancien joueur de tennis professionnel belge.
Il a surtout brillé en double, discipline dans laquelle il a remporté 28 tournois Challenger et a atteint les quarts de finale à l'Open d'Australie 2000 et Wimbledon 2001. Malgré plus de 150 tournois disputé sur le circuit ATP, il n'a remporté qu'un seul titre dans cette catégorie à Umag en 2003.
Après avoir disputé quelques rencontres de Coupe Davis au début des années 1990, il réintègre l'équipe de Belgique en 2000 où il joue les doubles.
En 2012, il devient entraîneur de Ruben Bemelmans.

## Palmarès

### Titre en double messieurs
| No | Date       | Nom et lieu du tournoi  | Catégorie    | Surface      | Partenaire   | Finalistes                  | Score    |  |
| -- | ---------- | ----------------------- | ------------ | ------------ | ------------ | --------------------------- | -------- |  |
| 1  | 23/08/1993 | Croatian Open Umag Umag | World Series | Terre (ext.) | Filip Dewulf | Jordi Arrese Francisco Roig | 6-4, 7-5 |  |

### Finale en double messieurs
| No | Date       | Nom et lieu du tournoi            | Catégorie   | Surface         | Vainqueurs                   | Partenaire      | Score      |          |
| -- | ---------- | --------------------------------- | ----------- | --------------- | ---------------------------- | --------------- | ---------- | -------- |
| 1  | 29/01/2001 | Internazionali di Lombardia Milan | Int' Series | Moquette (int.) | Paul Haarhuis Sjeng Schalken | Johan Landsberg | 7-65, 7-64 | Parcours |

### Victoires en tournois Challenger en double (27)
- 1992 :  Genève,  Casablanca (avec Filip Dewulf)
- 1993 :  Graz,  Budapest (avec Filip Dewulf)
- 1995 :  Séville (avec Martijn Bok)
- 1996 :  Budapest (avec Nuno Marques),  Szczecin (avec Fernon Wibier),  Séville (avec Ola Kristiansson)
- 1997 :  Barletta (avec Nuno Marques),  Naples (avec Aleksandar Kitinov),  Budapest (avec Nuno Marques),  Ulm (avec Kris Goossens),
 Schéveningue (avec Alex Calatrava),  Ostende (avec Kris Goossens),  Graz (avec Lucas Arnold Ker)
- 1999 :  Lucknow (avec Nuno Marques),  Ljubljana (avec Massimo Valeri),  Graz (avec Nuno Marques),  Schéveningue (avec Eyal Ran)
- 2002 :  Zagreb (avec Dick Norman),  Aix-la-Chapelle (avec Jim Thomas)
- 2003 :  Saint-Marin (avec Massimo Bertolini)
- 2004 :  Saint-Brieuc (avec Christophe Rochus),  Bermudes (avec Jordan Kerr),  Saint-Marin (avec Massimo Bertolini)
- 2005 :  Barletta (avec Kristof Vliegen),  Zagreb,  Biella (avec Gabriel Trifu)

## Parcours dans les tournois duGrand Chelem

### En simple
N'a jamais participé à un tableau final.

### En double
| Année | Open d'Australie            | Open d'Australie           | Internationaux de France     | Internationaux de France | Wimbledon                    | Wimbledon                 | US Open                       | US Open                  |
| ----- | --------------------------- | -------------------------- | ---------------------------- | ------------------------ | ---------------------------- | ------------------------- | ----------------------------- | ------------------------ |
| 1997  | —                           | —                          | 1er tour (1/32) N. Marques   | T. Kempers M. Oosting    | —                            | —                         | 2e tour (1/16) P. Fredriksson | I. Kafelnikov D. Vacek   |
| 1998  | 2e tour (1/16) K. Alami     | D. Macpherson D. Wheaton   | 2e tour (1/16) A. Kitinov    | P. Galbraith B. Steven   | 2e tour (1/16) N. Marques    | P. Galbraith B. Steven    | —                             | —                        |
| 1999  | —                           | —                          | 1er tour (1/32) M. Kohlmann  | L. Bale G. Stafford      | 1er tour (1/32) N. Marques   | M. Knowles D. Nestor      | 2e tour (1/16) N. Marques     | J. Gimelstob R. Reneberg |
| 2000  | 1/4 de finale N. Marques    | T. Woodbridge M. Woodforde | 1er tour (1/32) N. Marques   | P. Albano C. Haggard     | 1er tour (1/32) N. Marques   | R. Koenig A. Olhovskiy    | 2e tour (1/16) C. Haggard     | J. Oncins D. Orsanic     |
| 2001  | 1/8 de finale C. Haggard    | J. Björkman T. Woodbridge  | 1er tour (1/32) C. Haggard   | N. Godwin J. Weir Smith  | 1/4 de finale C. Haggard     | J. Novák D. Rikl          | 1er tour (1/32) C. Haggard    | J. Novák D. Rikl         |
| 2002  | 1er tour (1/32) E. Taino    | S. Aspelin A. Kratzmann    | 2e tour (1/16) J. Thomas     | B. Bryan M. Bryan        | 1er tour (1/32) M. Rodríguez | A. Hadad A.-U.-H. Qureshi | 1/8 de finale J. Landsberg    | D. Bowen B. Coupe        |
| 2003  | 1er tour (1/32) J. Thomas   | D. Adams R. Koenig         | 1/8 de finale Y. El Aynaoui  | W. Arthurs P. Hanley     | 2e tour (1/16) X. Malisse    | P. Haarhuis I. Kafelnikov | 2e tour (1/16) X. Malisse     | M. Llodra F. Santoro     |
| 2004  | 1er tour (1/32) A. Pavel    | M. Damm C. Suk             | 2e tour (1/16) J. Kerr       | W. Black K. Ullyett      | 1er tour (1/32) J. Kerr      | M. Hood S. Prieto         | 1er tour (1/32) H. Arazi      | Y. Allegro M. Kohlmann   |
| 2005  | 1er tour (1/32) I. Karlović | T. Berdych A. Pavel        | 1er tour (1/32) R. Lindstedt | M. Knowles D. Nestor     | 1er tour (1/32) C. Saulnier  | S. Huss W. Moodie         | 1er tour (1/32) Y. El Aynaoui | Y. Allegro D. Bracciali  |

N.B. : le nom du ou de la partenaire se trouve sous le résultat ; le nom des ultimes adversaires se trouve à droite.

### En double mixte
| Année | Open d'Australie                | Open d'Australie                 | Internationaux de France         | Internationaux de France        | Wimbledon                        | Wimbledon                         | US Open                     | US Open                   |
| ----- | ------------------------------- | -------------------------------- | -------------------------------- | ------------------------------- | -------------------------------- | --------------------------------- | --------------------------- | ------------------------- |
| 1998  | -                               | -                                | 1er tour (1/32) Janette Husárová | S. Krivencheva Brandon Coupe    | 2e tour (1/16) Dominique Monami  | Rachel McQuillan David Macpherson | -                           | -                         |
| 1999  | -                               | -                                | 2e tour (1/16) Dominique Monami  | Lisa Raymond Leander Paes       | 1er tour (1/32) Dominique Monami | Erika de Lone Mark Merklein       | -                           | -                         |
| 2000  | -                               | -                                | 1er tour (1/32) Dominique Monami | Catherine Barclay Paul Haarhuis | 3e tour (1/8) Dominique Monami   | Kimberly Po Donald Johnson        | -                           | -                         |
| 2001  | 1er tour (1/16) Alexandra Fusai | Rachel McQuillan Peter Tramacchi | -                                | -                               | 3e tour (1/8) Katarina Srebotnik | Ai Sugiyama Ellis Ferreira        | 1er tour (1/16) Els Callens | Lisa Raymond Leander Paes |
| 2002  | 1er tour (1/16) Roberta Vinci   | Janette Husárová Pavel Vízner    | -                                | -                               | 1er tour (1/32) Alexandra Fusai  | Lisa McShea Rick Leach            | -                           | -                         |
| 2003  | -                               | -                                | -                                | -                               | 1er tour (1/32) Kristie Boogert  | Lisa Raymond Mike Bryan           | -                           | -                         |
| 2004  | -                               | -                                | 1er tour (1/16) Jelena Kostanić  | Sandrine Testud Pavel Vízner    | 1er tour (1/32) Jelena Kostanić  | Yan Zi Chris Haggard              | -                           | -                         |

N.B. : le nom de la partenaire se trouve sous le résultat ; le nom des ultimes adversaires se trouve à droite.

## Participation aux Masters

### En double
| Année | Ville     | Surface  | Partenaire    | Résultats | Résultat final    |
| ----- | --------- | -------- | ------------- | --------- | ----------------- |
| 2001  | Bangalore | Dur ext. | Chris Haggard | 0v, 3d    | Éliminé en poules |